# Mabi hyrbilar
Mabi Hyrbilar är ett svenskt biluthyrningsföretag med verksamhet på cirka 100 platser i Sverige. Företagets huvudkontor ligger i Stockholm. Verksamheten bedrivs via egna anläggningar eller anläggningar som drivs av franchisetagare. Mabi-koncernen består av moderbolaget Mabi Rent och det rörelsedrivande dotterbolaget Mabi Hyrbilar. År 2011 omsatte koncernen drygt 150 mkr och hade cirka 40 anställda. År 2010 noterades moderbolaget Mabi Rent AB (publ.) på Aktietorget. År 2014 förvärvade Anders Hedin Invest AB hela bolaget samt avvecklade samtliga affärsområden utanför kärnverksamheten hyrbilar. I och med denna affär kom aktien att avlistas från Aktietorgets lista efter att tvångsinlösen av samtliga aktier påkallats av Anders Hedin Invest AB.